# Малый Пелым
Малый Пелым — река в России, протекает по Гаринскому району Свердловской области; правый рукав реки Пелым, вытекает из озера Пелымский Туман и впадает в Пелым в 66 км от устья. Длина реки — 41 км.

## Данные водного реестра
По данным государственного водного реестра России относится к Иртышскому бассейновому округу, водохозяйственный участок реки — Тавда от истока и до устья, без реки Сосьва от истока до водомерного поста у деревни Морозково, речной подбассейн реки — Тобол. Речной бассейн реки — Иртыш.
Код объекта в государственном водном реестре — 14010502512111200012496.